# غارنت بانكهيد
غارنت بانكهيد (بالإنجليزية: Garnett Bankhead)‏ هو لاعب كرة قاعدة أمريكي، ولد في 1928، وتوفي في 1991.